# Helen Wellington-Lloyd
Helen Wellington-Lloyd, también llamada Helen of Troy, es una actriz originaria de Sudáfrica.

## Trayectoria
Conocida por ser una seguidora de la banda punk británica Sex Pistols en la década de 1970, asistió a la mayoría de sus espectáculos hasta su ruptura. También fue durante un tiempo amante y más tarde protegida de Malcolm McLaren. Wellington-Lloyd colaboró, junto a Malcolm McLaren, en el primer "chantaje" a los Sex Pistols por el uso de su cartelería.
Como actriz, apareció en la película de Derek Jarman titulada Jubilee (1978) y en el filme The Great Rock 'n' Roll Swindle (1980), dirigido por Julien Temple.
Poco se sabe de su paradero desde el lanzamiento de The Swindle (literal, La Estafa), excepto que el 20 de septiembre de 2001, subastó su extensa colección de recuerdos de los Sex Pistols en Sotheby's, West Kensington, Londres.

## Filmografía
- Jubilee (1978)
- Punk Can Take It (1979)
- The Tempest (1979)
- The Great Rock 'n' Roll Swindle (como Helen of Troy; 1980)